# بكاريس أجلك
بكاريس أجلك (الاسم العلمي:Baccharis glaucescens) هو نوع من النباتات يتبع جنس البكاريس من الفصيلة النجمية.